# GNV Auriga
Die GNV Auriga ist ein 2005 in Dienst gestelltes Fährschiff der italienischen Reederei GNV. Sie soll auf der Strecke zwischen Genua und Palermo eingesetzt werden.

## Geschichte
Die GNV Auriga entstand unter dem Namen Sharden bei Fincantieri in Castellammare di Stabia und lief am 28. September 2004 vom Stapel. Die Ablieferung an Tirrenia erfolgte am 7. März 2005. Ihr älteres Schwesterschiff ist die 2004 in Dienst gestellte GNV Sirio. Die Sharden nahm im März 2005 den Fährdienst von Olbia über Civitavecchia und Genua nach Porto Torres auf.
Am 3. Februar 2012 kollidierte die Sharden beim Einlaufen in den Hafen von Olbia bedingt durch starken Seegang mit einem der Wellenbrecher, wodurch das Schiff leicht beschädigt wurde. Passagiere und Besatzungsmitglieder kamen nicht zu Schaden.
Ein weiterer Unfall ereignete sich am 13. Juli 2016 im Hafen von Genua, als die Sharden mit dem Fährschiff Excelsior kollidierte. An beiden Fähren entstanden nur leichte Schäden.

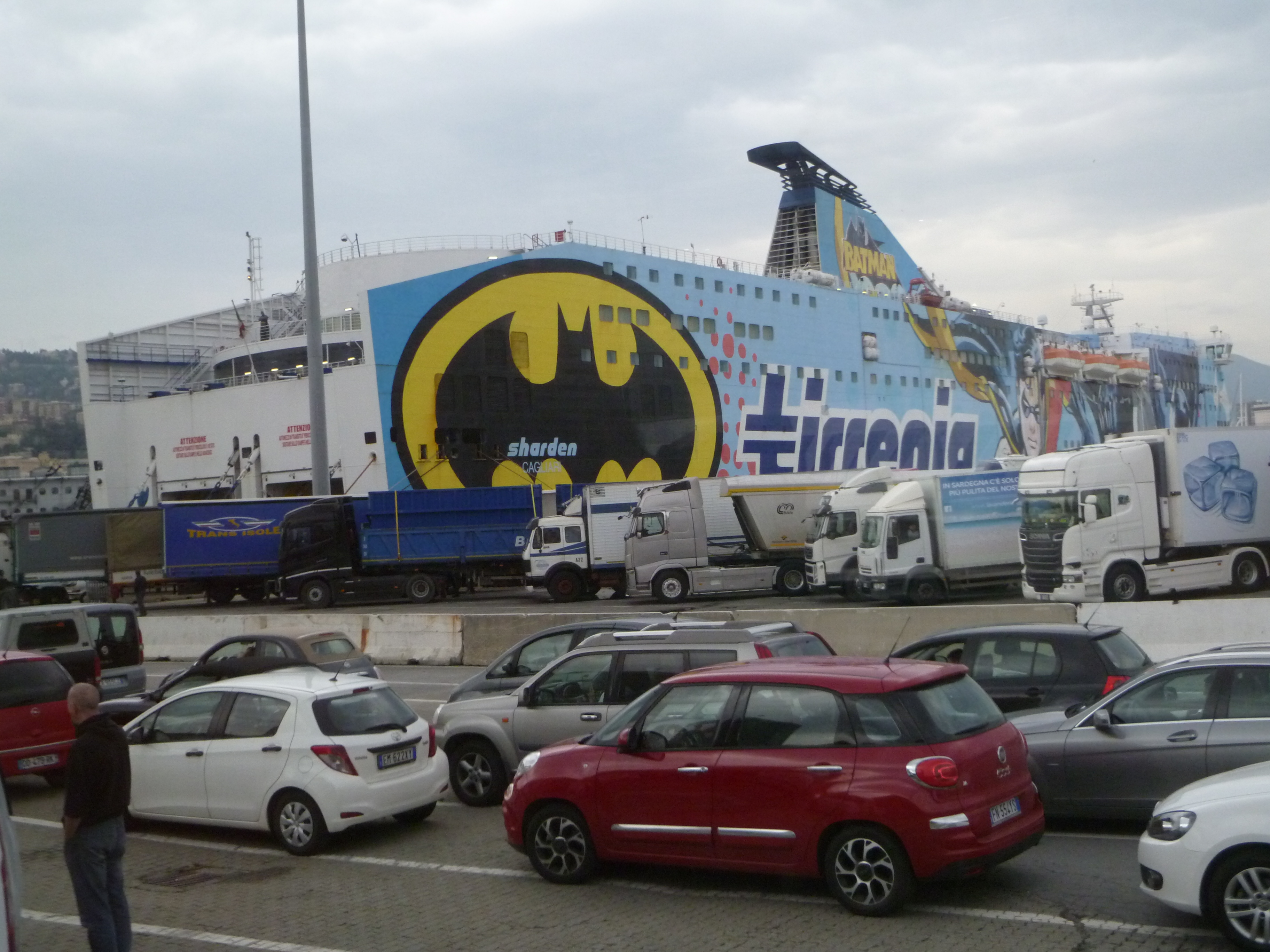
Die Sharden mit neuer Rumpfbemalung, Mai 2018

2017 geriet die Sharden in die Schlagzeilen, nachdem gegen den Kapitän und die Reederei Tirrenia wegen fahrlässiger Tötung ermittelt wurde. Hintergrund war der tödliche Unfall einer an Demenz leidenden, deutschen Passagierin, die am 30. Oktober 2016 an Bord des Schiffes verschwand. Ihre Leiche wurde erst zwei Wochen später in einem Turbinenschacht gefunden. Dem Kapitän der Sharden wurde hierbei mangelnde Sicherheit vorgeworfen.
Seit der Saison 2017 bis zum Verkauf des Schiffes unterschied sich die Sharden von den anderen Schiffen der Tirrenia-Flotte durch eine auffällige Rumpfbemalung mit Batman-Motiven.
Anfang 2024 wurde das Schiff an die Reederei Grandi Navi Veloci verkauft, bei der es als GNV Auriga zwischen Genua und Palermo einsetzt wird.